# 長善村
長善村（ちょうぜんむら）は、京都府中郡にあった村。現在の京丹後市峰山町長岡・大宮町善王寺にあたる。

## 地理
- 河川 ： 竹野川、鱒留川

## 歴史
- 1889年（明治22年）4月1日 - 町村制の施行により、長岡村・善王寺村の区域をもって発足。
- 1956年（昭和31年）9月30日 - 分割し、大字長岡が峰山町、大字善王寺が大宮町にそれぞれ編入。同日長善村廃止。

## 交通

### 鉄道路線
村域を日本国有鉄道の宮津線（現・京都丹後鉄道宮豊線）が通過したが、駅は所在しなかった。